# Letni Puchar Kontynentalny kobiet w skokach narciarskich 2014
Letni Puchar Kontynentalny kobiet w skokach narciarskich 2014 – 7. edycja letniego Pucharu Kontynentalnego kobiet. Zaplanowane zostały 2 konkursy na skoczni Granåsen w norweskim Trondheim.
Ostateczny terminarz zawodów został zatwierdzony w czerwcu 2014 w hiszpańskiej Barcelonie.

## Zwycięzcy

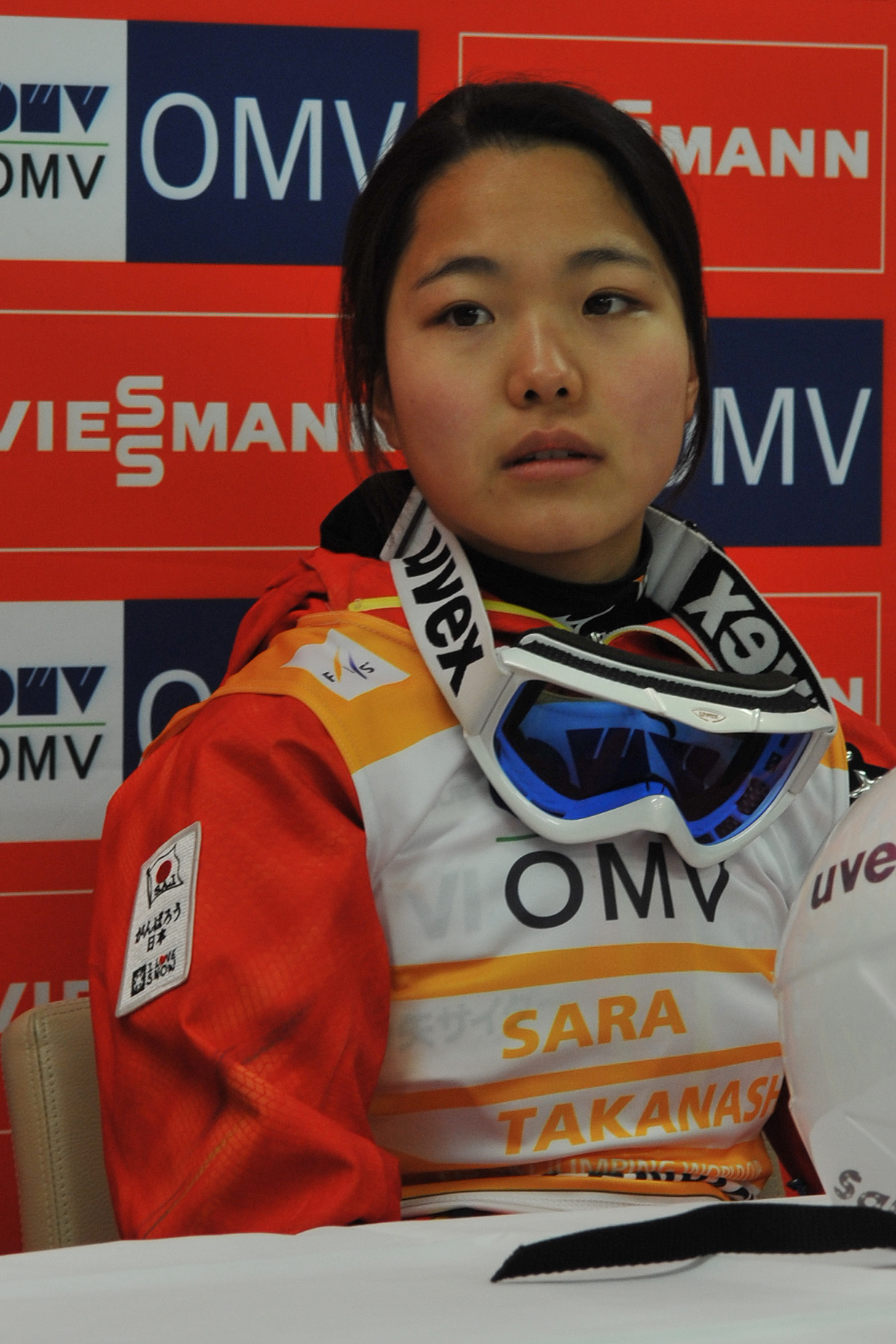
Sara Takanashi – zwyciężczyni klasyfikacji generalnej

## Kalendarz i wyniki
| Lp.                                                                                  | Data                                                                                 | Miejscowość                                                                          | HS                                                                                   | Uwagi                                                                                | 1. miejsce     | 2. miejsce        | 3. miejsce    |
| ------------------------------------------------------------------------------------ | ------------------------------------------------------------------------------------ | ------------------------------------------------------------------------------------ | ------------------------------------------------------------------------------------ | ------------------------------------------------------------------------------------ | -------------- | ----------------- | ------------- |
| 1.                                                                                   | 27 września 2014                                                                     | Trondheim                                                                            | HS-105                                                                               | –                                                                                    | Sara Takanashi | Sarah Hendrickson | Maren Lundby  |
| 2.                                                                                   | 28 września 2014                                                                     | Trondheim                                                                            | HS-105                                                                               | –                                                                                    | Sara Takanashi | Sarah Hendrickson | Coline Mattel |
| Letni Puchar Kontynentalny kobiet w skokach narciarskich 2014 – klasyfikacja końcowa | Letni Puchar Kontynentalny kobiet w skokach narciarskich 2014 – klasyfikacja końcowa | Letni Puchar Kontynentalny kobiet w skokach narciarskich 2014 – klasyfikacja końcowa | Letni Puchar Kontynentalny kobiet w skokach narciarskich 2014 – klasyfikacja końcowa | Letni Puchar Kontynentalny kobiet w skokach narciarskich 2014 – klasyfikacja końcowa | Sara Takanashi | Sarah Hendrickson | Coline Mattel |

## Statystyki indywidualne
| Zawodniczka | Trondheim 27.09 | Trondheim 28.09 |
| Czechy | Czechy          | Czechy          |
| --- | --------------- | --------------- |
| Barbora Blažková | 23              | 22              |
| Michaela Doleželová | 15              | 15              |
| Karolína Indráčková | 25              | 26              |
| Jana Mrákotová | 21              | 24              |
| Finlandia |                 |                 |
| Susanna Forsström | 20              | 19              |
| Julia Kykkänen | 5               | 9               |
| Francja |                 |                 |
| Julia Clair | 6               | 4               |
| Coline Mattel | 4               | 3               |
| Japonia |                 |                 |
| Sara Takanashi | 1               | 1               |
| Niemcy |                 |                 |
| Henriette Kraus | 17              | 16              |
| Agnes Reisch | 18              | 25              |
| Luisa Görlich | 24              | 23              |
| Norwegia |                 |                 |
| Tonje Bakke | 28              | 31              |
| Gyda Enger | 14              | 10              |
| Line Jahr | dns             | 5               |
| Maren Lundby | 3               | 17              |
| Sara Melø | dsq             | 27              |
| Anniken Mork | 22              | 21              |
| Karoline Røstad | 26              | 30              |
| Anette Sagen | 16              | 8               |
| Marte Pauline Skinnes | 32              | 33              |
| Anna Odine Strøm | 12              | 20              |
| Polska |                 |                 |
| Magdalena Pałasz | dns             | dns             |
| Joanna Szwab | 29              | 32              |
| Rosja |                 |                 |
| Lubow Alczikowa | 31              | 34              |
| Anastasija Gładyszewa | 6               | 12              |
| Darja Gruszyna | 30              | 29              |
| Aleksandra Kustowa | 19              | 14              |
| Stiefanija Nadymowa | 27              | 28              |
| Słowenia |                 |                 |
| Agata Stare | 33              | dsq             |
| Stany Zjednoczone |                 |                 |
| Nita Englund | 9               | 6               |
| Tara Geraghty-Moats | 11              | 11              |
| Sarah Hendrickson | 2               | 2               |
| Nina Lussi | 13              | 18              |
| Włochy |                 |                 |
| Evelyn Insam | 8               | 7               |
| Elena Runggaldier | 10              | 13              |
| Legenda |                 |                 |
| 1-3 4-30 poniżej 30 dns – Zawodniczka zgłoszona nie wystartowała w konkursie dsq – Zawodniczka zdyskwalifikowana w konkursie - – Zawodniczka nie zgłoszona do konkursu |                 |                 |

## Klasyfikacja generalna[1]
| Miejsce | Państwo               | Występy | Punkty | Strata |
| ------- | --------------------- | ------- | ------ | ------ |
| 1.      | Sara Takanashi        | 2       | 200    | –      |
| 2.      | Sarah Hendrickson     | 2       | 160    | -40    |
| 3.      | Coline Mattel         | 2       | 110    | -90    |
| 4.      | Julia Clair           | 2       | 90     | -110   |
| 5.      | Maren Lundby          | 2       | 74     | -126   |
| 5.      | Julia Kykkänen        | 2       | 74     | -126   |
| 7.      | Nita Englund          | 2       | 69     | -131   |
| 8.      | Evelyn Insam          | 2       | 68     | -132   |
| 9.      | Anastasija Gładyszewa | 2       | 62     | -138   |
| 10.     | Tara Geraghty-Moats   | 2       | 48     | -152   |
| 11.     | Anette Sagen          | 2       | 47     | -153   |
| 12.     | Elena Runggaldier     | 2       | 46     | -154   |
| 13.     | Line Jahr             | 1       | 45     | -155   |
| 14.     | Gyda Enger            | 2       | 44     | -156   |
| 15.     | Nina Lussi            | 2       | 33     | -167   |
| 15.     | Anna Odine Strøm      | 2       | 33     | -167   |
| 17.     | Michaela Doleželová   | 2       | 32     | -168   |
| 18.     | Aleksandra Kustowa    | 2       | 30     | -170   |
| 19.     | Henriette Kraus       | 2       | 29     | -171   |
| 20.     | Susanna Forsström     | 2       | 23     | -177   |
| 21.     | Anniken Mork          | 2       | 19     | -181   |
| 21.     | Agnes Reisch          | 2       | 19     | -181   |
| 23.     | Jana Mrákotová        | 2       | 17     | -183   |
| 23.     | Barbora Blažková      | 2       | 17     | -183   |
| 25.     | Luisa Görlich         | 2       | 15     | -185   |
| 26.     | Karolína Indráčková   | 2       | 11     | -189   |
| 27.     | Stiefanija Nadymowa   | 2       | 7      | -193   |
| 28.     | Karoline Røstad       | 2       | 6      | -194   |
| 29.     | Sara Melø             | 1       | 4      | -196   |
| 30.     | Darja Gruszyna        | 2       | 3      | -197   |
| 30.     | Tonje Bakke           | 2       | 3      | -197   |
| 32.     | Joanna Szwab          | 2       | 2      | -198   |